# Belsize
Belsize is een vrachtwagenmerk uit Engeland dat zich aanvankelijk specialiseerde in brandweerauto's en later in taxi's.
Belsize werd opgericht in 1901 en maakte toen naam met de goede kwaliteit van de brandweerwagens die het produceerde. In 1911 werd de eerste Belsize brandweervrachtauto gemaakt, met een laadvermogen van 3,5 ton. In 1914 kwam er een vrachtauto met 1,5 ton laadvermogen.

## Eerste Wereldoorlog
In de Eerste Wereldoorlog kreeg Belsize te maken met sterk tegenvallende resultaten. Om te kunnen blijven bestaan is het bedrijf gestopt met het maken van brandweerauto's en begonnen met het maken van taxi's, waar wel veel vraag naar was.